# Kiku-2
O Kiku-2, também conhecido por seu seu nome técnico ETS-II (acrônimo de Engineering Test Satellite-II), foi um satélite japonês construído pela Mitsubishi Electric (MELCO). Ele esteve localizado na posição orbital de 130 graus de longitude leste e era de propriedade da NASDA. O satélite tinha uma expectativa de vida útil de 6 meses.

## Lançamento
O satélite foi lançado com sucesso ao espaço no dia 23 de fevereiro de 1977, às 08:50 GMT, por meio de um veículo N-I a partir do Centro Espacial de Tanegashima, no Japão. Ele tinha uma massa de lançamento de 245 kg.

## Características
O satélite foi colocado em órbita geoestacionária (130 graus de longitude leste). Sua missão foi testar a órbita e monitoramento, controle e telecomunicações, no espaço de um satélite geoestacionário. O Kiku-2 tem uma forma cilíndrica com um diâmetro de 140 cm e um peso de 130 kg, a utilização operacional do Kiku-2 terminou em 10 de dezembro de 1990 e foi colocado em uma órbita cemitério.